# Hedeoma apiculata
Hedeoma apiculata är en kransblommig växtart som beskrevs av W.S. Stewart. Hedeoma apiculata ingår i släktet Hedeoma och familjen kransblommiga växter. Inga underarter finns listade i Catalogue of Life.